# Robert Grießbach
Paul Robert Grießbach (* 3. April 1886 in Pieschen; † 25. Dezember 1970 in Wolfen) war ein deutscher Chemiker. Er meldete den ersten Kunstharzionenaustauscher der Welt zum Patent an. Dieser wurde ab 1938 in der Farbenfabrik Wolfen unter dem Handelsnamen Wofatit hergestellt.

## Leben
Grießbach wurde als Sohn eines späteren Schuldirektors im Dresdener Stadtteil Pieschen geboren. Von 1892 bis 1900 besuchte er eine Bürgerschule im vogtländischen Adorf. Daran schloss sich der Besuch eines königlichen Lehrerseminars an, was er 1906 mit dem Erhalt des Reifezeugnisses verließ. Dadurch konnte Grießbach als Hilfslehrer tätig werden. Eine entsprechende Anstellung fand er im vogtländischen Oelsnitz, wo er bis 1909 unterrichtete. Nach dem Erwerb seiner Studienberechtigung begann Grießbach nunmehr in Leipzig Pädagogik zu studieren. Nur kurze Zeit später nahm er auch das Studium der Mathematik und der Naturwissenschaften auf. Bedingt durch den Ersten Weltkrieg, die eine vierjährige Studienpause erforderte, begann Grießbach erst 1919 wieder in den Studienbetrieb einzusteigen. Er erhielt kurz darauf eine Anstellung als wissenschaftlicher Assistent am Physikalischen Institut der Universität Leipzig. Dort wurde er auch 1920 bei Wilhelm Böttger und Max Le Blanc (dessen Assistent er 1919 bis 1921 war) mit dem "Beitrag zur Kenntnis der Fällungsgleichgewichte" promoviert. Damit zeigte sich zugleich Grießbachs zukünftiger Forschungsschwerpunkt, die Chemie. 1921 wechselte er an den Rhein nach Ludwigshafen zur BASF. Dort nahm er im von Alwin Mittasch geleiteten und renommierten Ammoniak-Labor in Ludwigshafen-Oppau seine Arbeit auf, wo er auch bald Leiter einer Arbeitsgruppe wurde. Grießbach beschäftigte sich bei der BASF vor allem mit Problemen der Düngemittelherstellung und der Bedeutung von Jod für Ackerböden. 1929 folgte er einem Ruf nach Wolfen. Dort übernahm die Leitung des Anorganischen Wissenschaftlichen Laboratoriums der ortsansässigen Farbenfabrik der I.G. Farben. 1954 erhielt er den Professorentitel für Physikalische Chemie und 1955 ging er in Pension.

## Werk
Grießbach befasste sich bei BASF vor allem mit Stickstoff-Dünger und bei der IG Farben in Wolfen mit Problemen der industriellen Chemie wie Kupfersalz-Produktion für Schädlingsbekämpfung, Aufbereitung von Tonerde und Wasseraufbereitung. Ab 1933 forschte er über Ionenaustauscher mit Siliziumdioxid und ab 1935 mit Kunstharz und entwickelte die Wolfatit-Kunstharzionentauscher. Er wandte diese unter anderem bei der Wasseraufbereitung, Entsalzen von Rohrzuckerlösungen und Kupfer-Rückgewinnung an. 1949 veröffentlichte er ein Buch über Ionenaustauscher.

## Ehrungen
Er erhielt den Nationalpreis 2. Klasse für Wissenschaft und Technik und 1955 die Clemens-Winkler-Medaille.

## Schriften
- Austausch-Adsorbentien in der Lebensmittelindustrie, Leipzig: Barth 1949
- Austauschadsorption in Theorie und Praxis: allgemeiner Teil, Berlin: Akademie Verlag 1957 (auch 1963 auf Russisch erschienen)